# Pääsaari (ö i Norra Karelen, Pielisen Karjala, lat 63,37, long 29,33)
Pääsaari är en ö i Finland. Den ligger i sjön Pielisjärvi och i sjön Pielisjärvi och i kommunen Nurmes i den ekonomiska regionen  Pielinen-Karelen  och landskapet Norra Karelen, i den centrala delen av landet, 400 km nordost om huvudstaden Helsingfors. Öns area är 0,7 hektar och dess största längd är 160 meter i öst-västlig riktning.